# Laekvere (obec)
Obec Laekvere (estonsky Laekvere vald) je bývalá samosprávná jednotka estonského kraje Lääne-Virumaa. V roce 2017 byla začleněna do obce Vinni.

## Osídlení
Na území zrušené obce žijí necelé dva tisíce obyvatel v jednom městečku (Laekvere) a osmnácti vesnicích (Alekvere, Arukse, Ilistvere, Kaasiksaare, Kellavere, Luusika, Moora, Muuga, Paasvere, Padu, Rahkla, Rajaküla, Rohu, Salutaguse, Sirevere, Sootaguse, Vassivere a Venevere). Správním střediskem obce je městečko Laekvere, podle něhož je obec pojmenována.